# Klooster van de Tienduizend Boeddha's
Het Klooster van de Tienduizend Boeddha's is een boeddhistische tempel en klooster op de berg in de buurt van Pai Tau Tsuen, Shatin, Hongkong. Het klooster is op een berg gebouwd en om het te bereiken moet men vele traptreden lopen. Het lopen duurt ongeveer een kwartier. Om de tien tot vijftien traptreden staat een goudkleurig boeddhabeeld. Het klooster is elke dag geopend van negen uur 's ochtends tot zes uur 's avonds.

## Geschiedenis
Het klooster werd in 1951 door de geestelijke Yuet Kai opgericht. De bouw werd afgerond in 1957. De geestelijke kreeg in 1949 geld van een Hongkongse zakenman die rijk geworden was in de tabakindustrie, om het klooster te bouwen.
In 1982 werden de hal van de achttien arhatbeelden en het Chinese paviljoen van Guanyin gemaakt.
De hoofdtempel en de pagode van het klooster staan op Grade III Historic Buildings door hun historische waarde.

## Trivia
- Het klooster werd gebruikt in Wie is de Mol? voor een opdracht waarbij de kandidaten foto's van de boeddha's moesten maken.